# Pekka Aakula
Petter (Pekka) Aakula (2 tháng 9 năm 1866 - 11 tháng 6 năm 1928) là một chính trị gia Phần Lan.
Aakula sinh ra ở Mynämäki. Là một giáo viên chuyên nghiệp, ông là một đảng viên Đảng Dân chủ Xã hội và được bầu vào Quốc hội Phần Lan từ khu vực bầu cử của Tỉnh Western Kuopio. Aakula là thành viên của quốc hội 1909–1911 và 1914–1917. Ông mất ở Karttula, thọ 61 tuổi.